# サレンダー (スウィング・アウト・シスターの曲)
『サレンダー』 ("Surrender") は1987年に発売された英国のポップ・グループ、スウィング・アウト・シスターのデビュー・アルバム『ベター・トゥ・トラベル』からのシングル。この曲は大ヒットシングル「ブレイクアウト」に続く形で発売された。全英シングルチャートでは4週の間トップテンを記録し、1987年1月に最高位7位を記録。
本発売から1年以上経った1988年5月にはリミックスがアメリカのビルボード・ホット・ダンス・クラブ・プレイのチャートで最高位22位を記録している。
本曲はジョン・サーケルのトランペット・ソロをフィーチャーしているほか、ドリュリーの笑い声が曲冒頭にフィーチャーしている。

## リミックス
全英 7" シングル
1. サレンダー (7" ヴァージョン)
全英で発売されたベスト・アルバム『ブレイクアウト』に収録。
2. フーズ・トゥ・ブレイム

全英 12" シングル
1. サレンダー（スタッフ・ガン・リミックス）
『ベター・トゥ・トラベル』のCD版と日本で発売された『スウィング3』のアルバムに収録。

全英 12" リミックス・シングル
1. サレンダー（ロードランナー・ミックス）
日本で発売された『アナザー・ノンストッパー・シスター』に収録。

全米 12" プロモ・シングル
1. サレンダー（ポップ・スタンド・ミックス）
全米 12"シングルに収録。

その他のヴァージョン
1. サレンダー（アルバム・ヴァージョン）
『ベター・トゥ・トラベル』と『あなたにいてほしい/ベスト・オブ・スウィング・アウト・シスター』に収録。

## チャート
| チャート (1987)                                 | 最高順位 |
| ----------------------------------------------- | -------- |
| オーストラリア (ケント・ミュージック・リポート) | 23       |
| ベルギー (Ultratop 50 Flanders)                 | 14       |
| アイルランド (IRMA)                             | 3        |
| オランダ (Dutch Top 40)                         | 7        |
| オランダ (Single Top 100)                       | 15       |
| ニュージーランド (Recorded Music NZ)            | 13       |
| UK シングルス (OCC)                             | 7        |
| 西ドイツ (GfK Entertainment charts)             | 48       |

| チャート (1987)         | 最高順位 |
| ----------------------- | -------- |
| オランダ (Dutch Top 40) | 85       |